# グループf/64
グループf/64（英: Group f/64）は、アメリカ合衆国カリフォルニア州（主としてサンフランシスコ）において、ストレートフォトグラフィの実践を標榜した写真家のグループ。アルフレッド・スティーグリッツの影響を強く受けて1932年に結成され、1935年まで存続した。
グループは世界恐慌後の大不況の時代に、数年間活動した。メンバーのエドワード・ウェストンは、マルクス主義の芸術家や作家を支援する、ジョン・リード協会の会合に出席している。
結成当初のメンバーは
- アンセル・アダムス（Ansel Easton Adams）
- イモージン・カニンガム（Imogen Cunningham）
- ジョン・ポール・エドワーズ（John Paul Edwards）
- コンスエロ・カナガ（Consuelo Kanaga）
- ヘンリー・スウィフト（Henry Swift）
- ソニア・ノスコイアック（Sonya Noskowiak）
- ウィラード・ファン・ダイク（Willard Van Dyke）
- エドワード・ウェストン（Edward Weston）

である。
メンバーの中でも特にアダムスとウエストンはストレートフォトグラフィの普及において後世へ決定的な影響を与えている。
グループ名の由来は、大判カメラにおいて最もシャープな像を得られるとされていたレンズの絞りの値である。このことは、ソフトフォーカスをその基本的な特徴とする従来のピクトリアリスム（絵画的写真）を捨て、より焦点のはっきりした鮮明なストレートフォトグラフィを目指すという、グループの方向性・強い希望を明確に示している。
グループf/64に属する個別の写真家については日本でもしばしば紹介されているが（特にアダムスとウェストン）、2007年現在までに日本においてグループf/64自体を主題として取り上げた「書物・展覧会は存在しない」。
なお、海外の主要な文献として次のものが挙げられる。
- Seeing Straight, The f.64 Revolution in Photography, Edited by Therese Thau Heyman, The Oakland Museum, 1992, ISBN 0-295-97219-X